# Феллсмер (Флорида)
Феллсмер (англ. Fellsmere) — місто (англ. city) в США, в окрузі Індіан-Рівер штату Флорида. Населення — 4834 особи (2020).

## Географія
Феллсмер розташований за координатами 27°44′22″ пн. ш. 80°37′26″ зх. д. / 27.73944° пн. ш. 80.62389° зх. д. (27.739403, -80.623991).  За даними Бюро перепису населення США в 2010 році місто мало площу 114,94 км², з яких 114,42 км² — суходіл та 0,52 км² — водойми. В 2017 році площа становила 149,44 км², з яких 148,85 км² — суходіл та 0,59 км² — водойми.

## Демографія
Згідно з переписом 2010 року, у місті мешкало 5197 осіб у 1261 домогосподарстві у складі 1061 родини. Густота населення становила 45 осіб/км².  Було 1467 помешкань (13/км²).
Расовий склад населення:
| - 55,2 % — білих - 5,4 % — чорних або афроамериканців - 0,8 % — корінних американців - 0,1 % — азіатів - 36,7 % — осіб інших рас |

До двох чи більше рас належало 1,8 %. Частка іспаномовних становила 81,1 % від усіх жителів.
За віковим діапазоном населення розподілялося таким чином: 34,1 % — особи молодші 18 років, 61,7 % — особи у віці 18—64 років, 4,2 % — особи у віці 65 років та старші. Медіана віку мешканця становила 26,4 року. На 100 осіб жіночої статі у місті припадало 127,7 чоловіків;  на 100 жінок у віці від 18 років та старших — 140,5 чоловіків також старших 18 років.
Середній дохід на одне домашнє господарство  становив 32 403 долари США (медіана — 25 132), а середній дохід на одну сім'ю — 32 340 доларів (медіана — 24 110). Медіана доходів становила 17 050 доларів для чоловіків та 15 588 доларів для жінок. За межею бідності перебувало 42,0 % осіб, у тому числі 54,2 % дітей у віці до 18 років та 63,6 % осіб у віці 65 років та старших.
Цивільне працевлаштоване населення становило 2162 особи. Основні галузі зайнятості: науковці, спеціалісти, менеджери — 26,6 %, будівництво — 21,7 %, сільське господарство, лісництво, риболовля — 13,5 %, мистецтво, розваги та відпочинок — 9,9 %.